# Enrico Mizzi

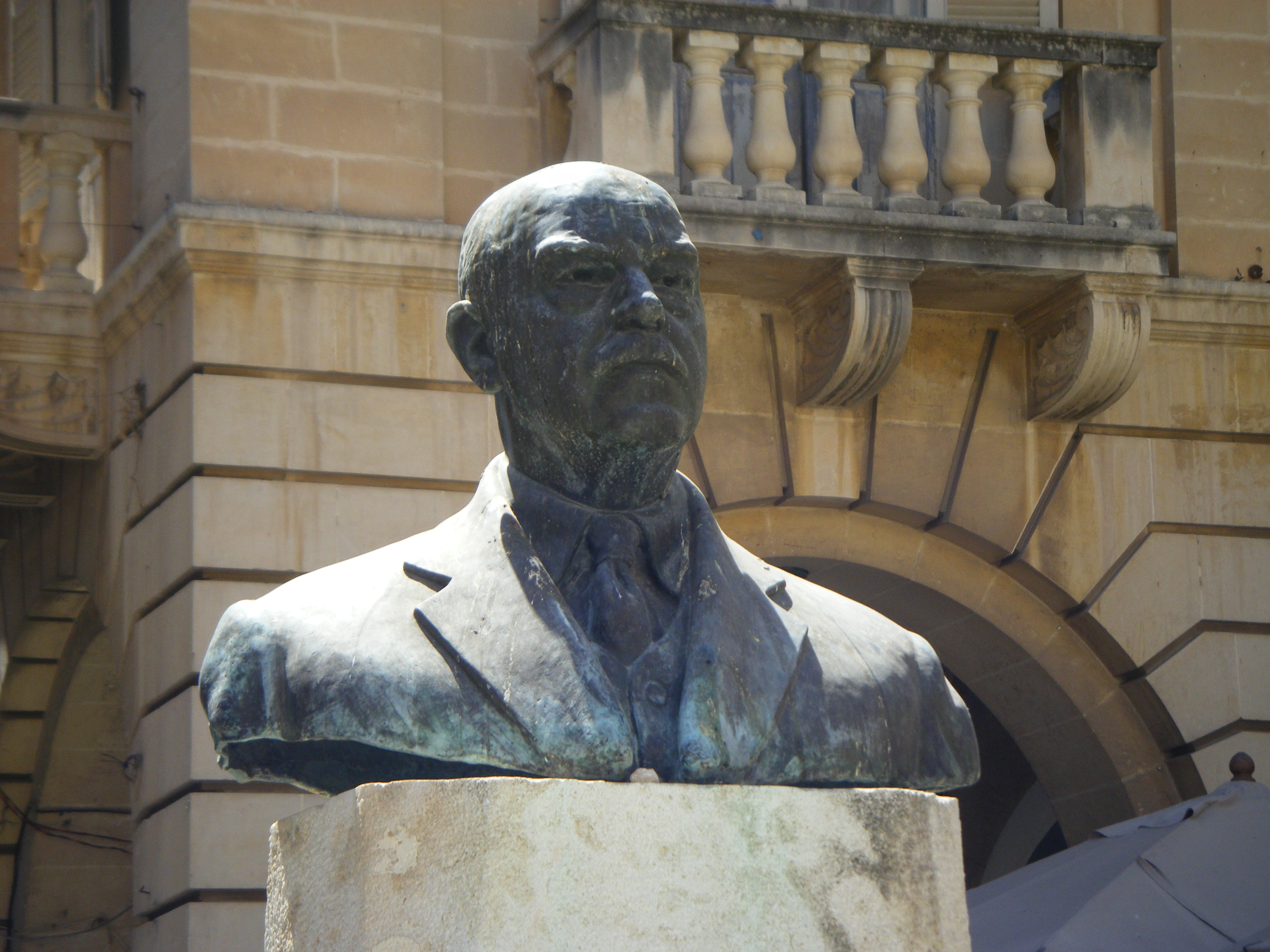
Buste van Enrico Mizzi in Valletta

Enrico Mizzi (Valletta, 20 september 1885 - aldaar, 20 december 1950) was een Maltees rooms-katholiek politicus. Van september tot december 1950 was hij premier van Malta.
Enrico Mizzi was de zoon van Fortunato Mizzi, de oprichter van de Partit Nazzjonalista (PN, d.i. Nationalistische Partij). 
Mizzi studeerde rechten en werd in 1915 in de Regeringsraad van de Britse kolonie Malta gekozen. In 1917 werd hij wegens opruiing (hij had anti-Britse pamfletten geschreven) tot 1 jaar gevangenisstraf, dwangarbeid en intrekking van zijn staatsburgerschap (wat onder andere inhield dat hij zijn beroep als advocaat niet meer uitoefenen). In 1918 kwam hij vrij en kreeg hij zijn staatsburgerschap terug.
Na zijn vrijlating richtte hij de Cirkel Jong-Malta op en in 1919 werd hij tot secretaris van de Nationale Vergadering gekozen. In 1921 richtte hij de Democratische Nationalistische Partij (DNP) op, dat naar een onafhankelijk Malta streefde. In 1924 werd hij minister van Landbouw, Industrie en Commercie (tot 1927) in de regering-Mifsud. In 1926 fuseerde zijn DNP met Sir Ugo Mifsuds Unione Popolare Maltese (Maltese Volksunie) tot de Partit Nazzjonalista (naar de eerder door zijn vader, Fortunato Mizzi, opgerichte Partit Nazzjonalista).
Van 1926 tot 1940 waren Sir Ugo Mifsud en Enrico Mizzi covoorzitters van de PN.
In 1932 werd Mizzi minister van Landbouw, Visserijen en Posterijen, daarna was hij minister van Onderwijs (1932-1933). 
Op 30 mei 1940 werd hij op verdenking van pro-Italiaanse sympathieën door de koloniale administratie gearresteerd en verbannen naar Oeganda. Op 8 mei 1945 keerde hij naar Malta terug en kon hij zijn zetel in de Nationale Vergadering weer innemen. Na de verkiezingen van 1950 werd hij uitgenodigd om een minderheidsregering te vormen. In september 1950 werd hij premier. Hij overleed reeds in december 1950. Hij kreeg een staatsbegrafenis.